# Stephen Goosson
Stephen Goosson (Grand Rapids, 24 marzo 1889 – Woodland Hills, 25 marzo 1973) è stato uno scenografo statunitense.

## Biografia
Vinse l'Oscar alla migliore scenografia nel 1938 per il film Orizzonte perduto.

## Filmografia parziale
- East Is West, regia di Sidney Franklin (1922)
- Due mondi (The Primitive Lover), regia di Sidney Franklin (1922)
- Oliviero Twist (Oliver Twist), regia di Frank Lloyd (1922)
- L'onestà vittoriosa (Within the Law), regia di Frank Lloyd (1923)
- Black Oxen, regia di Frank Lloyd (1923)
- Ferro e fuoco (The Patent Leather Kid), regia di Alfred Santell (1927)
- A Blonde for a Night, regia di E. Mason Hopper e F. McGrew Willis (1928)
- Grattacieli (Skyscraper), regia di Howard Higgin (1928)
- Tenth Avenue, regia di William C. de Mille (1928)
- Such Men Are Dangerous, regia di Kenneth Hawks - non accreditato (1930)
- I prodigi del 2000 (Just Imagine), regia di David Butler (1930)
- La donna di platino (Platinum Blonde), regia di Frank Capra (1931)
- La follia della metropoli (American Madness), regia di Frank Capra (1932)
- Signora per un giorno (Lady for a Day), regia di Frank Capra (1933)
- Ho ucciso! (Crime and Punishment), regia di Josef von Sternberg (1935)
- La moglie di Craig (Craig's Wife), regia di Dorothy Arzner (1936)
- È arrivata la felicità (Mr. Deeds Goes to Town), regia di Frank Capra (1936)
- Piccole volpi (The Little Foxes), regia di William Wyler (1941)
- Bellezze al bagno (Bathing Beauty) regia di George Sidney (1944)

## Galleria d'immagini

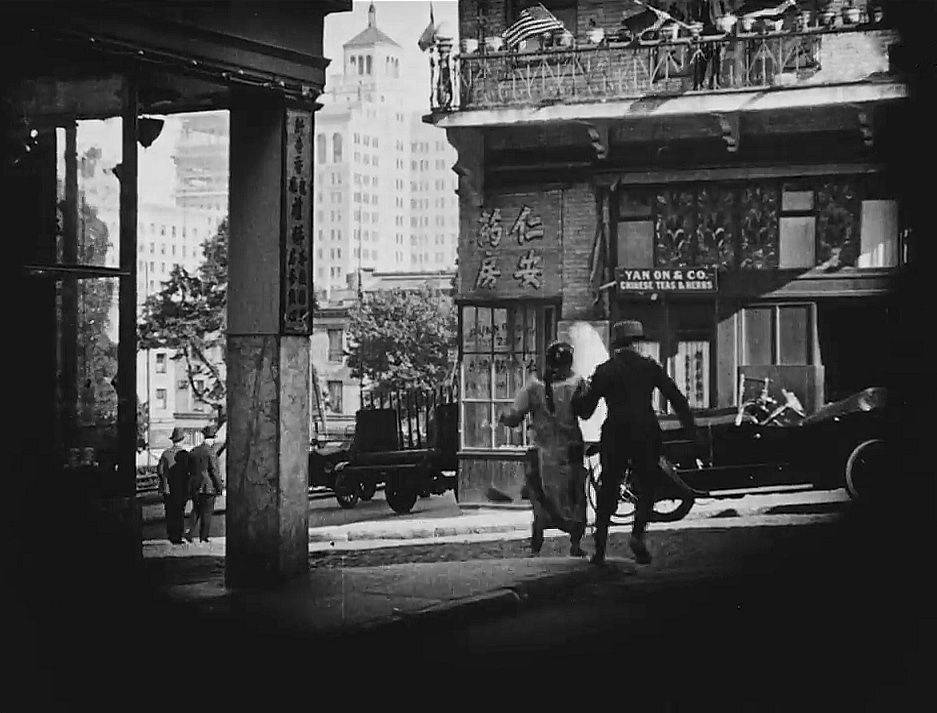
East Is West (1922) La Chinatown di San Francisco
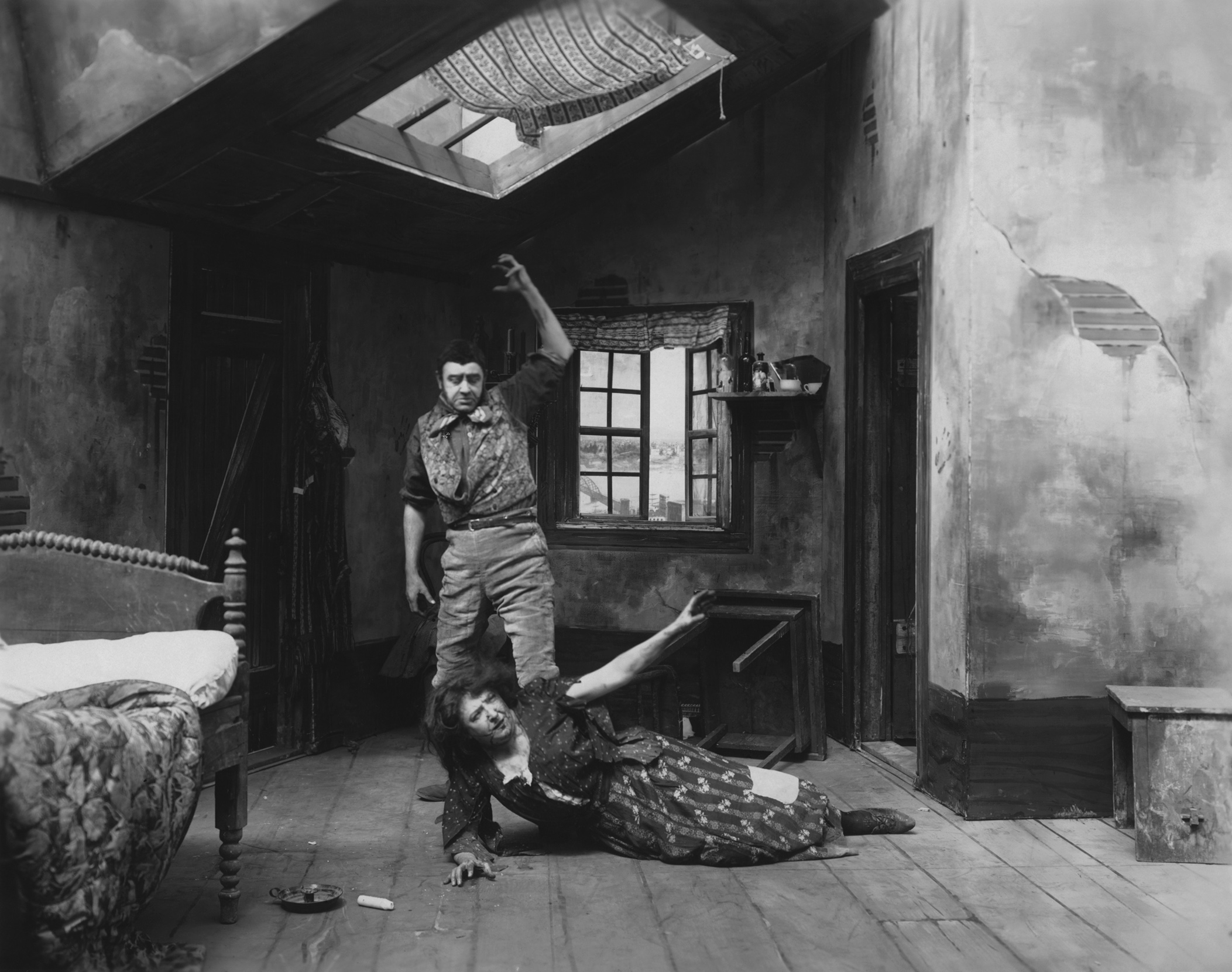
Oliviero Twist (1922)